# Гай Сальвий Либерал Ноний Басс
Гай Сальвий Либерал Ноний Басс (лат. Gaius Salvius Liberalis Nonius Bassus) — римский политический деятель второй половины I века.
Басс происходил из пиценского города Урбс Сальвия из Велинской трибы. Возможно, консул 81 года Луций Флавий Сильва Ноний Басс был его родственником. Его супругой была Вителлия Руфилла, а сыном — консул-суффект около 96 года Гай Сальвий Вителлиан.
Басс находился на постах судьи Британии и легата V Македонского легиона в неизвестный период. В 73/74 году во время цензуры Веспасиана и Тита он был возведен из трибунского ранга в преторский. Около 85 года Басс занимал должность консула-суффекта. Примерно в это же время он находился на посту проконсула Македонии. Впоследствии император Домициан отправил его в ссылку. В 96 году Басс был назначен на должность проконсула Азии, но вскоре был казнен. Он входил в состав жреческой коллегии арвальских братьев. Басс был известен в качестве оратора.